# Râul Sohodolul Pietrei
Râul Sohodolul Pietrei este un curs de apă, afluent al râului Sighiștel. 

## Hărți
- Harta Munții Bihor